# Amore a prima vista
L'amore a prima vista (o amore al primo sguardo; antonomasticamente definito come "colpo di fulmine") è un sentimento di passione romantica che si sviluppa fra perfetti estranei al loro primo incontro. L'espressione può essere usata con diverse sfumature di significato; per esempio, può indicare un'attrazione sessuale particolarmente intensa, un'infatuazione, un innamoramento o altri gradi di coinvolgimento sentimentale. Inoltre, può indicare un sentimento reciproco o unilaterale, in cui una persona si "innamora a prima vista" di un'altra che non ricambia o addirittura non è consapevole della presenza (e dello sguardo) dell'innamorato.
Come il concetto del vero amore o dell'anima gemella, l'amore a prima vista può essere inteso come un mito dell'amore romantico, e come qualcosa alla cui esistenza si può credere o meno.

## Concezione greco-romana
Gli autori della classicità (esemplificati dall'Ars amandi di Ovidio, dal Leucippe e Clitofone di Achille Tazio o dalla passione di Didone per Enea nell'Eneide di Virgilio) spiegarono il fenomeno dell'"amore a prima vista" con un elaborato schema metaforico (talvolta mitologico) e psicologico: la bellissima immagine dell'oggetto amato (in particolare la vista dei suoi occhi) che assomiglia a dardi che, nel caso arrivino all'amante, lo trafiggerebbero, lo ferirebbero e lo sopraffarebbero di desiderio e passione. Nel caso in cui l'oggetto del desiderio fosse crudele e disinteressato, la passione porterebbe l'amante in uno stato di depressione, causando lamento e malattia. Occasionalmente l'oggetto amato, a causa della sua sublime beltà, è dipinto come un inconsapevole trappola per amanti (la loro bellezza è una "divina maledizione" che ispira gli uomini la tentazione di rapirlo o, addirittura, di violentarlo).
L'immagine dei dardi è stata in genere rappresentata attraverso la figura mitologica di Cupido. Lo sguardo di una donna bellissima è paragonato alla vista del basilisco. Storie in cui ignari uomini colgono una nuda Diana cacciatrice o talvolta, Venere, si concludono con simili devastazioni (come nel mito di Atteone).
L'immagine della ferita causata da una freccia è qualche volta usata per creare ossimori e antitesi retoriche. Ad esempio nel caso delle immagini, ispirate dalla classicità, di If love's a sweet passion dalla Fairy Queen di Henry Purcell.

## L'amore a prima vista nella letteratura
Il topos degli occhi dell'amante e i danni dell'amore a prima vista erano frequentemente presi in prestito dall'immaginario pittorico del Medioevo occidentale, del Rinascimento e del Barocco.
- È una poesia della poetessa polacca Wisława Szymborska;
- La prima vista sulla bellissima principessa Angelica, nell'Orlando furioso di Ludovico Ariosto, e la strega Armida, nella Gerusalemme liberata di Torquato Tasso, incantavano lo sguardo del cavaliere che la coglieva; l'Elegia di Madonna Fiammetta di Giovanni Boccaccio descrive i danni dell'amore a prima vista su una donna.
- L'amore a prima vista è un tema ricorrente nella finzione letteraria. Romeo e Giulietta di William Shakespeare è l'esempio più significativo.
- Nel romanzo francese I miserabili di Victor Hugo i personaggi di Marius Pontmercy e Cosette si innamorano dopo essersi specchiati l'uno negli occhi dell'altra.